# Empidinae
Sous-famille
Synonymes
- Hemerodromiinae Schiner, 1862
- Hemerodrominae Schiner, 1862

Les Empidinae forment une sous-famille d'insectes diptères de la famille des Empididae. C'est un taxon d'espèces actuelles mais il existe aussi des espèces fossiles dont les plus anciennes remontent au Crétacé. Ils sont remarquables par leurs comportements précédent l'accouplement, impliquant souvent la formation d'un essaim regroupant les individus d'un des deux sexes et d'une offrande nuptiale du mâle à la femelle. Ils sont floricoles et visitent de nombreuses plantes à fleurs pour lesquelles ils peuvent être des pollinisateurs efficaces,
remplaçant partiellement les abeilles qui se raréfient en altitude ou sous les hautes latitudes.

## Liste des genres
Empis – Hilara – Hilarempis – Opeatocerata – Porphyrochroa – Rhamphomyia – Thinempis